# Hofors landskommun
Hofors  landskommun var en tidigare kommun i Gävleborgs län. Centralort var Hofors och kommunkod 1952-1970 var 2106.

## Administrativ historik
Hofors landskommun bildades genom en utbrytning ur Torsåkers landskommun den 1 januari 1925. Kommunen påverkades inte av kommunreformen 1952 och förblev oförändrad fram till år 1971 då den återförenades med Torsåker för att tillsammans bilda den nya Hofors kommun.

### Kyrklig tillhörighet
I kyrkligt hänseende tillhörde kommunen Hofors församling.

## Kommunvapnet
Blasonering: I fält av guld en svart blomma med åtta runda kronblad.
Detta vapen fastställdes av Kungl. Maj:t den 28 juni 1968. Vapnet förs idag av den nuvarande Hofors kommun. Se artikeln om Hofors kommunvapen för mer information.

## Geografi
Hofors landskommun omfattade den 1 januari 1952 en areal av 116,25 km², varav 102,90 km² land. Efter nymätningar och arealberäkningar färdiga den 1 januari 1958 omfattade landskommunen den 1 januari 1961 en areal av 117,81 km², varav 105,80 km² land.

### Tätorter i kommunen 1960
| Tätort      | Folkmängd |
| ----------- | --------- |
| Hofors      | 10 149    |
| Robertsholm | 824       |

Tätortsgraden i kommunen var den 1 november 1960 94,4 procent.

## Politik

### Mandatfördelning i valen 1938-1966
| 3 | 17 | 6 | 2 |  |

| 27 |

| 8 | 17 | 3 |  |

| 26 |

| 10 | 16 | 2 |  |

| 26 |

| 8 | 17 | 3 |  |

| 26 |

| 6 | 17 |  | 3 | 2 |

| 26 |

| 5 | 19 | 2 | 3 |

| 26 |

| 5 | 19 | 3 | 2 |

| 24 | 5 |

| 7 | 16 |  | 3 | 2 |

| 25 | 4 |

### Fotnoter
1. ↑  Per Andersson: Sveriges kommunindelning 1863-1993, Draking, Mjölby 1993, ISBN 91-87784-05-X, s. 89
2. ↑  Svenska Heraldiska Föreningens vapendatabas
3. ↑   (PDF) Folkräkningen den 31 december 1950, I, Areal och folkmängd inom särskilda förvaltningsområden m.m., Tätorter. Stockholm: Statistiska centralbyrån. 1952-05-19. sid. 104. Arkiverad från originalet den 1 oktober 2014. https://www.webcitation.org/6T09ZkyrB?url=http://www.scb.se/Grupp/Hitta_statistik/Historisk_statistik/_Dokument/SOS/Folkrakningen_1950_1.pdf. Läst 9 oktober 2014 Arkiverad 29 oktober 2013 hämtat från the Wayback Machine.
4. ↑   ( PDF) Folkräkningen den 1 november 1960, I, Folkmängd inom kommuner och församlingar efter kön, ålder, civilstånd m.m.. Stockholm: Statistiska centralbyrån. 1961. sid. 53 & 203. Arkiverad från originalet den 15 juli 2015. https://www.webcitation.org/6a1zkRbkC?url=http://www.scb.se/Grupp/Hitta_statistik/Historisk_statistik/_Dokument/SOS/Folkrakningen_1960_01.pdf. Läst 16 november 2017 Arkiverad 14 oktober 2013 hämtat från the Wayback Machine.
5. ↑   ( PDF) Folkräkningen den 1 november 1960, II, Folkmängd inom tätorter efter kön, ålder och civilstånd.. Stockholm: Statistiska centralbyrån. 1961. sid. 26. Arkiverad från originalet den 29 juni 2015. https://www.webcitation.org/6ZeEB9Ija?url=http://www.scb.se/Grupp/Hitta_statistik/Historisk_statistik/_Dokument/SOS/Folkrakningen_1960_02.pdf. Läst 16 november 2017 Arkiverad 24 september 2015 hämtat från the Wayback Machine.